# Renato Bartoccini
Renato Bartoccini (Rome, 25 août 1893 - Rome, 9 octobre 1963) est un archéologue italien.

## Biographie
Il étudie l'archéologie à l'Université de Rome puis se porte volontaire pour combattre lors de la Première Guerre mondiale. Il officie ensuite en Libye de 1923 à 1928 à la surintendance de Tripolitaine. Il découvre alors les bas-reliefs de l'arc de Septime Sévère à Leptis Magna.
Directeur des Monuments de Ravenne (1929-1932), puis surintendant des Antiquités du Dodécanèse, il fouille en Jordanie sur l'acropole d'Amman (1930-1940). Il réforme le musée de la villa Giulia de 1950 à 1958 et participe à la sauvegarde des peintures de Tarquinia. Il soutient aussi l'exploration de Lucus Feroniae, travaille aux fouilles et aux restaurations de Cerveteri et, au début des années 1950, favorise la continuité des fouilles du port de Leptis Magna.

## Travaux
- Il Porto romano di Leptis Magna, 1958